# Icecast
Icecast — свободное ПО для организации потокового цифрового аудио и видеовещания. Его поддержкой занимается Xiph.Org Foundation.

## Технические детали
Icecast является серверной программой, которая может осуществлять раздачу цифровых потоков различных форматов, таких как Ogg Vorbis, Opus, MP3, Theora, AAC, AAC Plus и NSV.
Собственно передача данных осуществляется по стандартному протоколу HTTP, либо по протоколу
SHOUTcast.
Icecast является аналогом программы SHOUTcast компании Nullsoft, однако имеет более развитую функциональность и поддерживает большее количество форматов потоков.
При передаче данных Icecast поддерживает теги в UTF-8, что позволяет организовывать трансляцию с аннотацией на русском и остальных языках, которые поддерживаются в Юникоде.